# 2014-es Isla Vista-i gyilkosságok
A 2014-es Isla Vista-i gyilkosságok halálos támadások voltak a kaliforniai Isla Vistában. 2014. május 23-án este. Elliot Rodger hat embert megölt és tizennégy embert megsebesített – pisztolylövésekkel, késszúrással és gázolással – a Kaliforniai Egyetem campusa közelében, majd ezután megölte önmagát.
Rodger egyenként, érkezésükkor három férfit agyonszúrt a lakásában. Körülbelül három óra múlva egy egyetemi leányszálláshoz hajtott, de miután nem jutott be a házba, három nőt lelőtt az utcán, akik közül ketten meghaltak. Elhajtott egy közeli élelmiszerbolt mellett, és agyonlőtt egy férfit. Ezután autójával több embert elgázolt, majd egy parkoló járműnek ütközött. Itt öngyilkosságot követett el.
Mielőtt a diákszálláshoz vezetett, Rodger feltöltött egy videót a YouTube-ra Elliot Rodger megtorlása címmel, amelyben felvázolta tervezett támadását és indítékait. Megmagyarázta, hogy meg akarja büntetni a nőket, mert elutasítják, és a szexuálisan aktív férfiakat, mert irigyelte őket. Hosszú önéletrajzi kéziratot is küldött e-mailben ismerőseinek, terapeutájának és családtagjainak; a dokumentum megjelent az interneten, és manifesztumként vált ismertté. Ebben leírta gyermekkorát, családi konfliktusait, a tartós párkapcsolat hiánya feletti csalódottságát, gyűlöletét a nők iránt, a párok (különösen a különböző rasszok közötti kapcsolatok) megvetését és az általa „megtorlásként” leírtakat.
Rodger önmagát incelnek tartotta, cselekedetei miatt az incel-közösségek hősként tekintenek rá.

## Elliot Rodger

### Fiatalkora
Elliot Oliver Robertson Rodger Londonban, Angliában, az Egyesült Királyságban született, és ötéves korában szüleivel az Amerikai Egyesült Államokba költözött. Los Angelesben nevelkedett. Apja Peter Rodger brit filmrendező, apai nagyapja fotó-újságíró, George Rodger. Anyja egy filmgyártó vállalat malajziai kínai kutatási asszisztense. Egy húga született, mielőtt szülei elváltak. Miután apja újra megnősült, második feleségével, Soumaya Akaaboune marokkói színésznővel közösen született egy fiuk.
Rodger a Crespi Carmelite High School-ba járt, egy fiú katolikus iskolába Encino-ba, Los Angelesbe, majd a Taft High School-ba Woodland Hills-be. 2009-ben diplomázott az Independence Continuation High School-ban, és rövid ideig a Los Angelesi Pierce Főiskolára és a Moorpark Főiskolára járt, majd 2011-ben Isla Vista-ba költözött. Járt a Santa Barbarai Városi Főiskolára; kiáltványában elmondta, hogy 2012 februárjában kiesett az osztályából; a gyilkosságok után az iskola azt mondta, hogy már régóta nem járt az intézménybe.

### Mentális egészsége és szociális problémái
Családja ügyvédje és családtagjai szerint Rodger nyolcéves kora óta több terapeutát is látott, de az ügyvéd szerint hivatalosan soha nem diagnosztizáltak nála mentális betegséget. 2007-ben diagnosztizálták nála az autizmust.
A kilencedik osztályban Rodgert "egyre inkább megfélemlítették", és később azt írta, hogy "mindennap sírt az iskolában", ebben az időben a World of Warcraft multiplayer-online játék függőjévé vált, amely a tízes éveinek nagy részében uralta az életét 20 éves koráig. A Crespi Carmelite High-ben zaklatták; az egyik esetben a fejét alvás közben az íróasztalhoz ragasztották. Rodger szerint 2012-ben "egyetlen barátja [volt] az egész világon, aki valóban megértette [őt]..., ám a barátja később minden ok nélkül azt mondta, hogy nem akar többé Rodger barátja lenni. Rodgernek volt egy YouTube-fiókja és egy blogja "Elliot Rodger hivatalos blogja" címmel, amelyen keresztül kifejezte magányát és elutasítását. Azt írta, hogy Riszperidont írtak fel neki, de nem volt hajlandó szedni, kijelentve: "Miután megvizsgáltam ezt a gyógyszert, azt tapasztaltam, hogy abszolút helytelen dolog lenne szednem."
18 éves kora után Rodger elutasította a mentálhigiénés ellátást, és egyre inkább elszigetelődött. Azt mondta, hogy képtelen barátkozni, bár az ismerősei azt mondták, hogy visszautasította próbálkozásaikat a barátkozásra. Dale Launer, a család barátja elmondta, hogy tanácsot adott Rodgernek a nők megközelítésével kapcsolatban, de Rodger nem fogadta meg a tanácsokat; Launer azt is megjegyezte, hogy először nyolc-kilenc évesen találkozott Rodgerrel: "Akkor láttam, hogy valami nincs rendben vele ... most visszatekintve olyan emberként hat rám, aki a fogantatás pillanatától megtört."

### Előzmények
2011-ben Rodger kávét öntött egy párra, akikre féltékeny volt;:87 egy másik esemény során két lányt fröccsentett le kávéval, amiért nem mosolyogtak rá.:100 2012-ben Rodger egy narancslével töltött Super Soaker vízipisztolyt használt a Girsh Parkban kickballt játszó csoport lelocsolásához.:106–107
Hivatkozva egy 2013 júliusi esetre, Rodger azt írta, hogy miután egy partiban kigúnyolták, megpróbált néhány lányt egy tízlábas párkányról lelökni; de ehelyett más fiúk őt lökték meg és megsérült a bokája. Amikor visszament a napszemüvegéhez, megint kicsúfolták és megverték. Egy szomszéd látta, hogy Rodger sírva hazament, és megfogadta, hogy megöli az érintett férfiakat, majd önmagát. Kiáltványában azt írta, hogy ez az eset volt a támadás megtervezésének utolsó kiváltója.
2014 januárjában Rodger néhány gyertya ellopásával vádolta meg Cseng Jüan Hongot, egyik szobatársát; Hong bűnösnek vallotta magát apró lopásokban. Április 30-án Rodger szülei felvették a kapcsolatot a rendőrséggel, miután aggódni kezdtek Rodger viselkedése és YouTube-videói miatt.:134 A seriff helyettesei, akik ellátogattak Rodgerhez, megállapították, hogy nem felel meg az önkéntes elmeorvosi beutalás kritériumainak. Rodger elmondta nekik, hogy "félreértés" történt a szüleivel.

## Nőgyűlölet
A támadás vitát váltott ki a nők elleni erőszak és a nőgyűlölet tágabb kérdéseiről. Rodger olyan online fórumokat látogatott, mint a PUAHate és a ForeverAlone, ahol ő és más férfiak nőgyűlölő kijelentéseket tettek közzé, és online "incelekként" jellemezték magukat – egy online szubkultúra tagjaként, amely azon alapszik, hogy tagjai képtelenek találni egy romantikus- vagy szexuális partnert. Rodger azt írta, hogy miután megvásárolta az első fegyverét, "új hatalmat érzek. Most már felfegyverkeztem. Ki az alfahím, szukák? Gondoltam magamban mindazokkal a lányokkal kapcsolatban, akik lenéztek engem a múltban." Leírta azt a tervét is, hogy betör egy egyetemi leányszállásba, majd azt írta: "Minden egyes elrontott, elakadt, szőke ribancot lemészárolok, akit csak ott látok. Mindazokat a lányokat, akikre annyira vágytam. Mindannyian elutasítottak engem, és alacsonyabbrendű emberként tekintettek rám."
Mary Elizabeth Williams kifogásolta, hogy Rodgert "szűzgyilkosnak" titulálják, mondván, hogy ez azt jelenti, hogy "a férfi agressziójának egyik lehetséges oka a női szexuális beleegyezés hiánya". Amanda Hess, aki a Slate-nek írt, azzal érvelt, hogy bár Rodger több férfit ölt meg, mint nőt, motivációi nőgyűlölőek voltak, mert a megtámadott férfiak gyűlöletének oka az volt, hogy szerinte ellopták azokat a nőket, akikre jogosultnak érezte saját magát. Az "Reason for Writing" kifejezésre Cathy Young azzal válaszolt, hogy "ez jó példának tűnik a koncepció értelmetlenséggé való kiterjesztésében – vagy megváltoztathatatlanul kvázi vallásos dogmává alakításában", és azt írta, hogy Rodger sok gyűlöletkeltő üzenetet is írt más emberekről. A hágai Nemzetközi Terrorelhárítási Központ szerint a támadások nőgyűlölő terrorcselekménynek minősültek.
A támadásokat követően a Twitteren néhányan a #NotAllMen hashtag-et használták annak kifejezésére, hogy nem minden férfi nőgyűlölő, és nem minden férfi követ el gyilkosságot. Mások kritizálták ennek a hashtagnek a használatát, mivel úgy ítélték meg, hogy az a nők elleni erőszak kérdésének megvitatásából fakad. Valaki május 24-én létrehozta a Twitteren a #YesAllWomen hashtaget, hogy kifejezze azt az elképzelést, miszerint minden nő megtapasztalja a nőgyűlöletet és a szexizmust.
Egyes incel-közösségeknél gyakran előfordul, hogy a hozzászólásokban önmagukat inceleknek tartók dicsőítik az erőszakot. Rodgerre hivatkoznak a leggyakrabban, az incelek gyakran hivatkoznak rá, mint a "szentjükre", és olyan mémeket osztanak meg, amelyekben az arcát keresztény ikonok festményeire helyezik. Egyes incelek őt tartják a mai online incel-közösségek valódi ősének. Gyakran látni utalásokat az "E.R." -re, az inceli fórumokon, és az incelek által elkövetett tömeges erőszakot rendszeresen "going E.R."-nek nevezik. Rodgerre számos más tömeggyilkosság elkövetői vagy feltételezett elkövetői hivatkoztak.